# Chris Eagles
Christopher Mark »Chris« Eagles, angleški nogometaš, * 19. november 1985, Hemel Hempstead, Hertfordshire, Anglija, Združeno kraljestvo.